# Rentenkauf
Der Rentenkauf ist eine historische und heute nur noch in unterentwickelten Ländern  gebräuchliche Vereinbarung zwischen Gläubiger und Schuldner; im Gegensatz zur Ratenzahlung ist dabei der Zeitraum einer Tilgung oft nicht festgelegt oder begrenzt (vgl. Ewiggeld). Mit dem Rentenkauf erwirbt der Gläubiger das Recht auf den Bezug einer zumeist jährlich wiederkehrenden Leistung (Rente) aus einem Grundstück oder Haus bzw. als Gegenleistung für eine einmalige größere Zahlung. Der Rentenkauf war vom mittelalterlichen Zinsverbot i. d. R. ausgenommen. 